# Benthophilinae
Die Benthophilinae sind eine Unterfamilie der Grundeln. Die Unterfamilie wurde bereits 1927 durch die russischen Ichthyologen D. Beling und B.S. Iljin aufgestellt, die zugehörigen Gattungen aber später der Unterfamilie Gobiinae zugerechnet. 2009 wurden die Benthophilinae durch Neilson und Stepien als eine im pontokaspischen Raum endemische Grundelunterfamilie neu diagnostiziert.

## Verbreitung
Die kleinen Süß- und Brackwasserfische kommen an den Ufern des Schwarzen, Asowschen und Kaspischen Meeres und in den zuströmenden Flüssen vor. Fünf Arten aus dieser Unterfamilie breiteten sich in den letzten Jahrzehnten über Mitteleuropa aus und konnten andere Einzugsgebiete besiedeln, z. B. den Rhein. Zwei Arten der Benthophilinae, die Marmorierte Grundel und die Schwarzmund-Grundel, gerieten durch das Ballastwasser von Schiffen in die nordamerikanischen Großen Seen und gehören jetzt dort zu den häufigsten Bodenfischen.

## Merkmale
Die Benthophilinae sind kleine bis mittelgroße Grundeln. Zu ihren Kennzeichen gehören sensorische Papillen, die in sechs bis sieben Reihen unterhalb der Augen liegen, röhrenförmige vordere Nasenöffnungen, die hinteren liegen in der Nähe der Augenhöhlen, und obere Brustflossenstrahlen, die von Flossenmembran umgeben sind. Eine Schwimmblase fehlt. Die Eier sind mittelgroß bis groß und enthalten wenig Dotter. Ein pelagisches Larvenstadium fehlt. Von der Unterfamilie Gobiinae, zu der die Gattungen der Benthophilinae zuvor gezählt wurden, können die Benthophilinae vor allem durch die Anzahl der Wirbel unterschieden werden. Sie besitzen insgesamt 28 oder mehr Wirbel, davon 18 bis 22 Schwanzwirbel (alle Wirbel hinter dem Anus).

## Innere Systematik
- Tribus Benthophilini
  - Gattung Anatirostrum

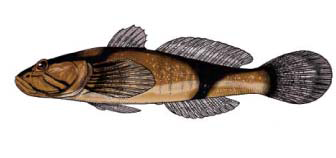
Gebänderte Kaulquappen-Grundel

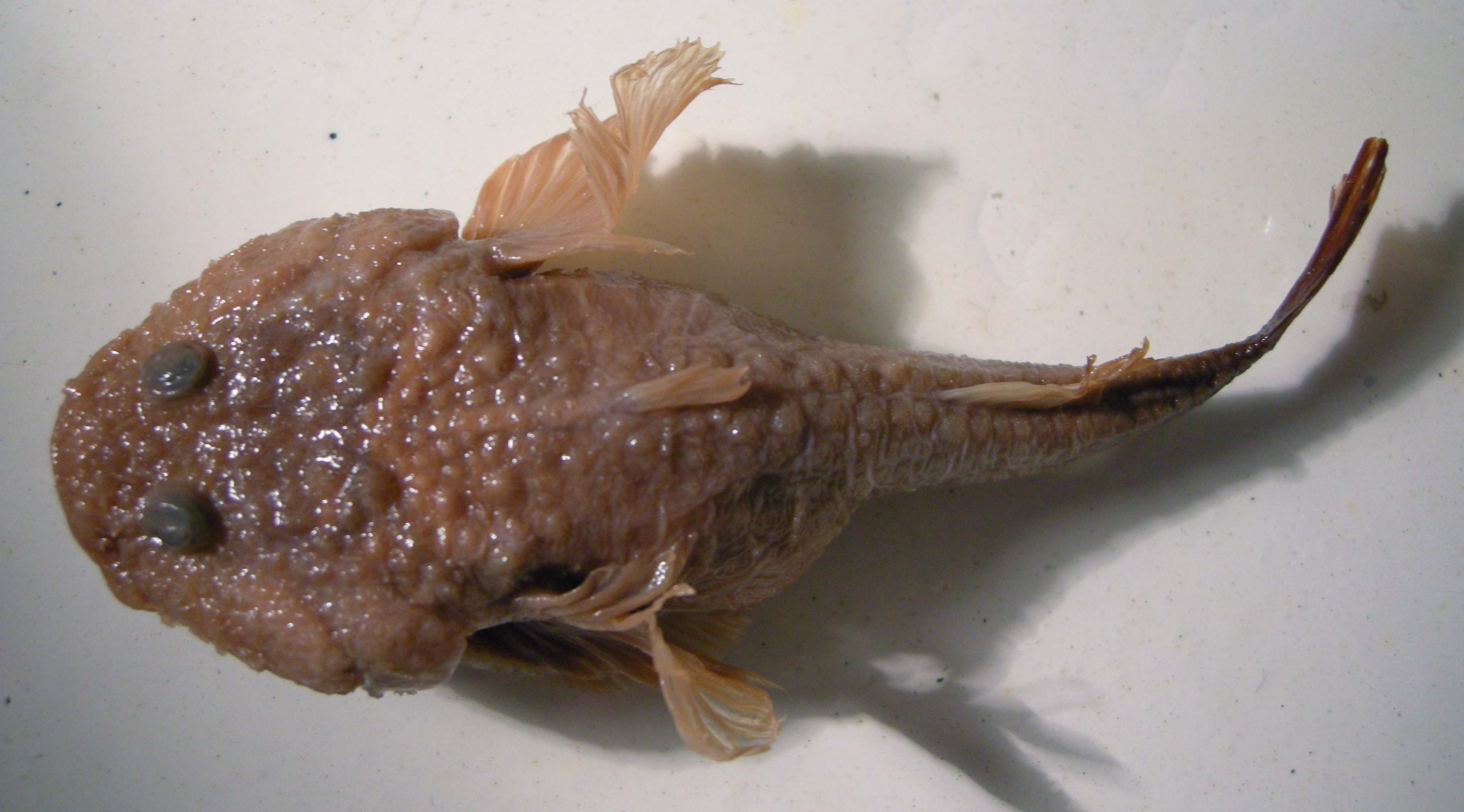
Benthophilus casachicus

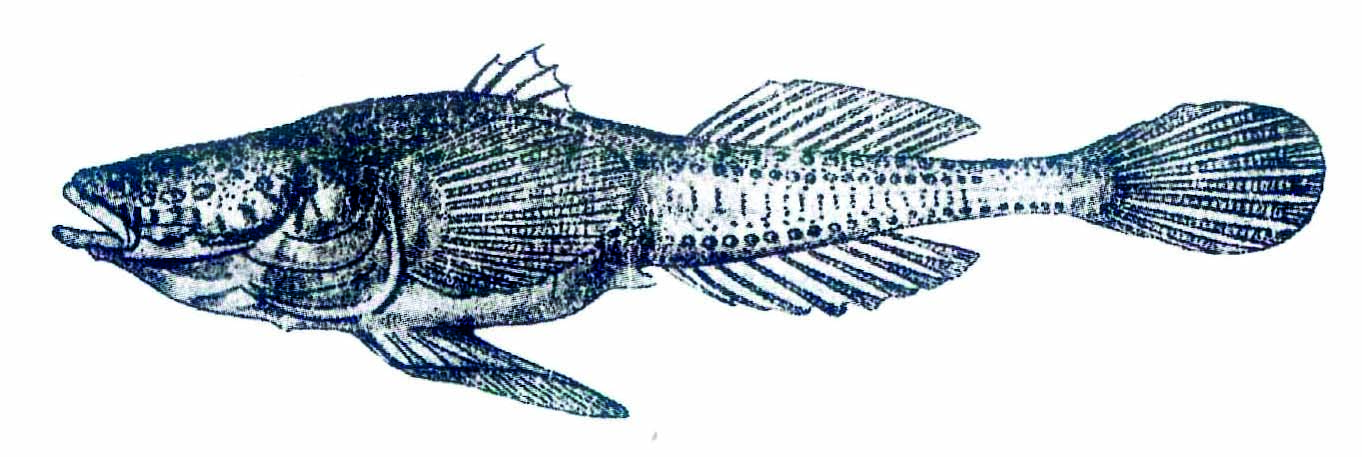
Benthophilus magistri

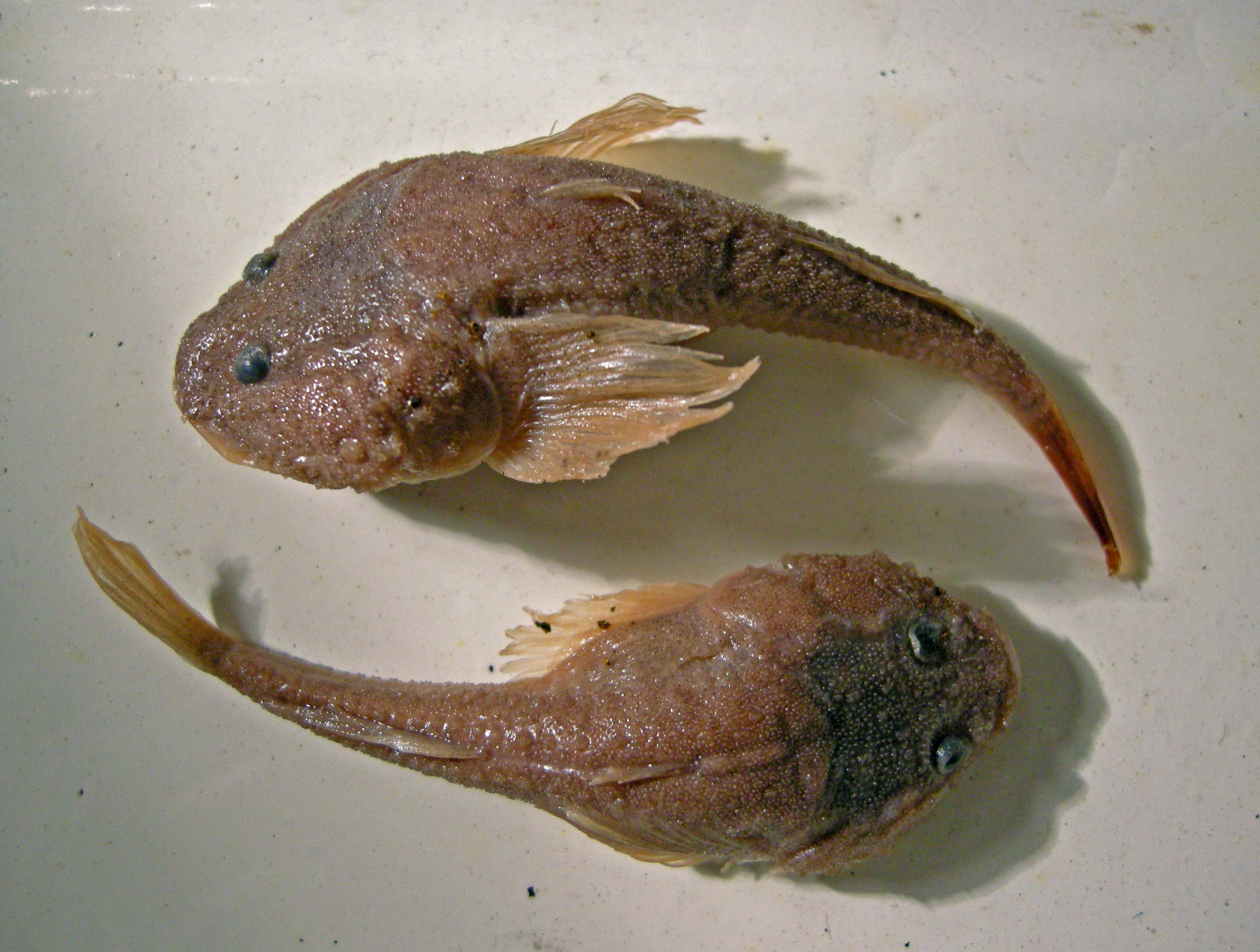
Kaulquappen-Grundel

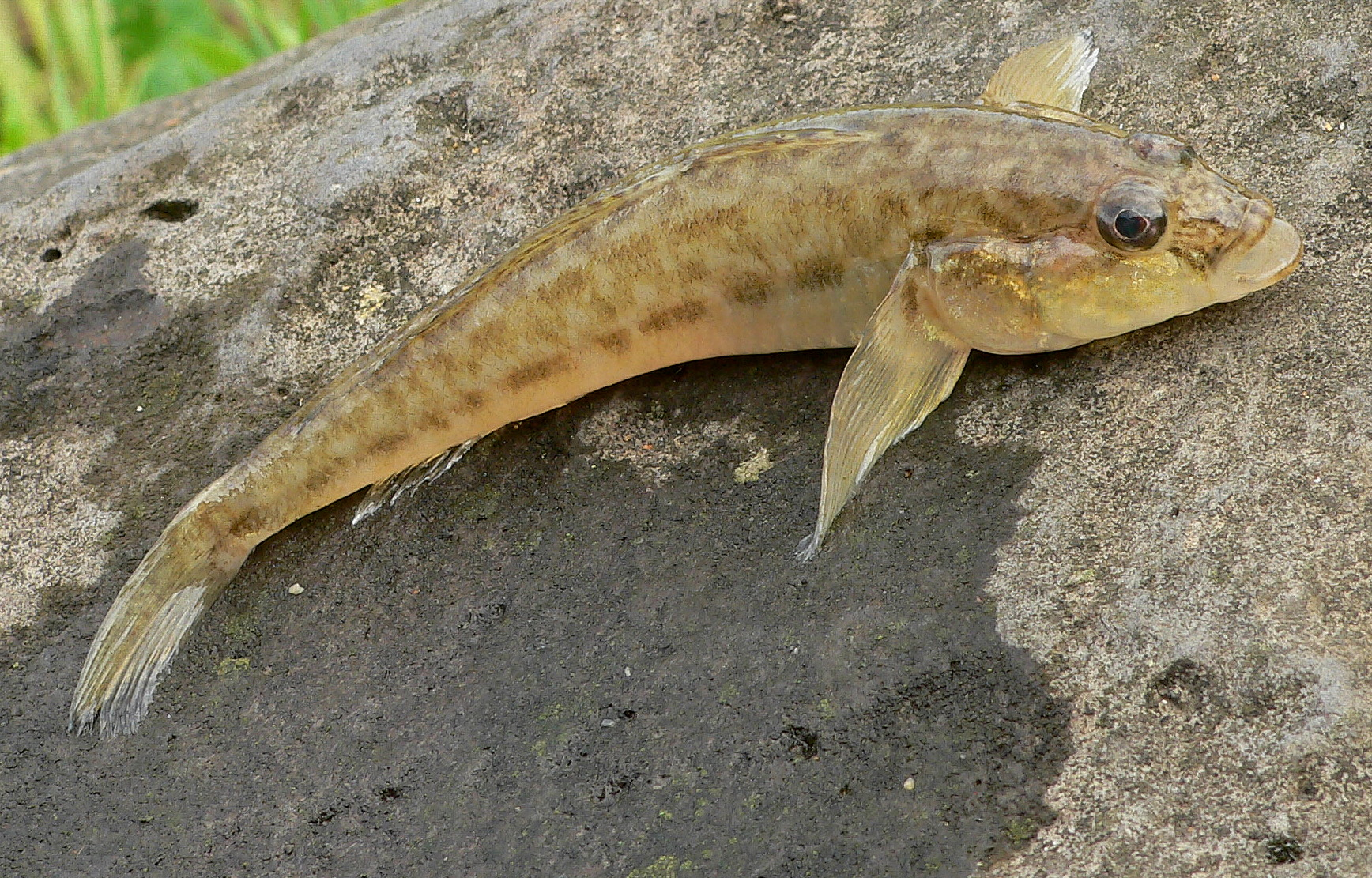
Flussgrundel

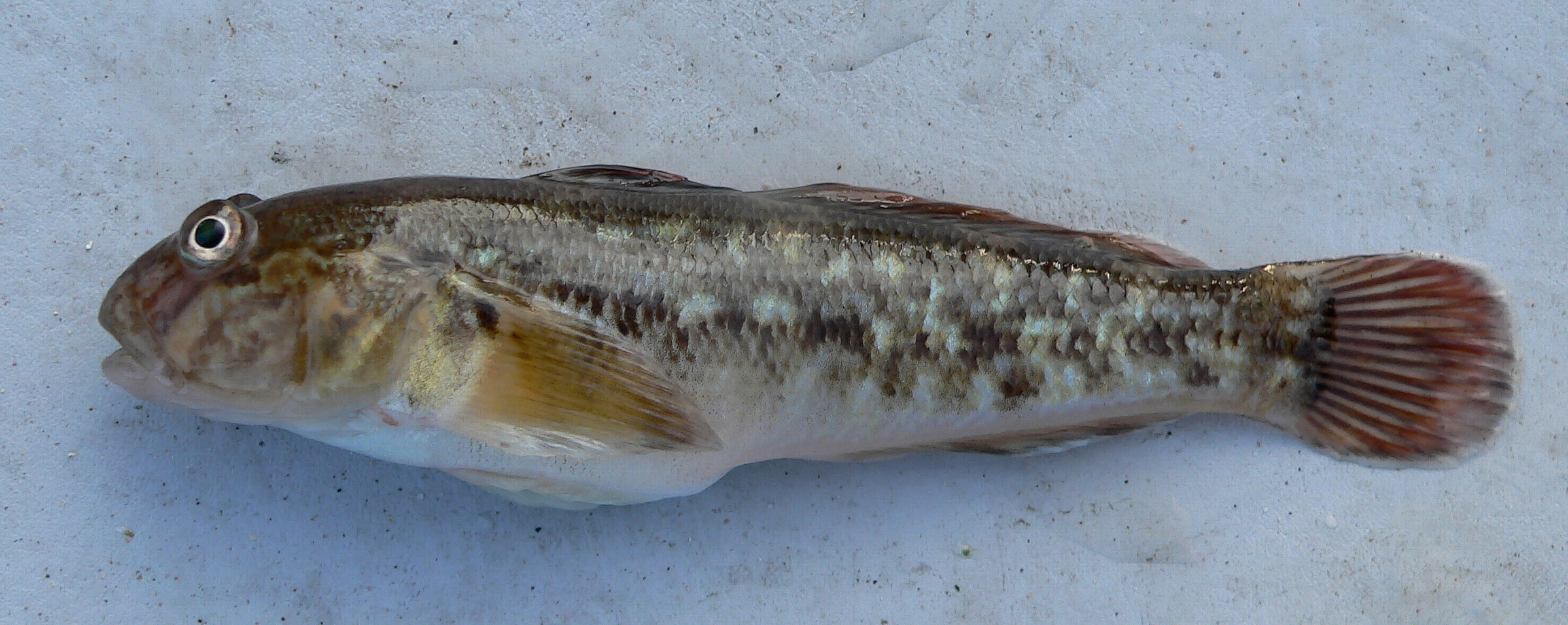
Schwarzmund-Grundel

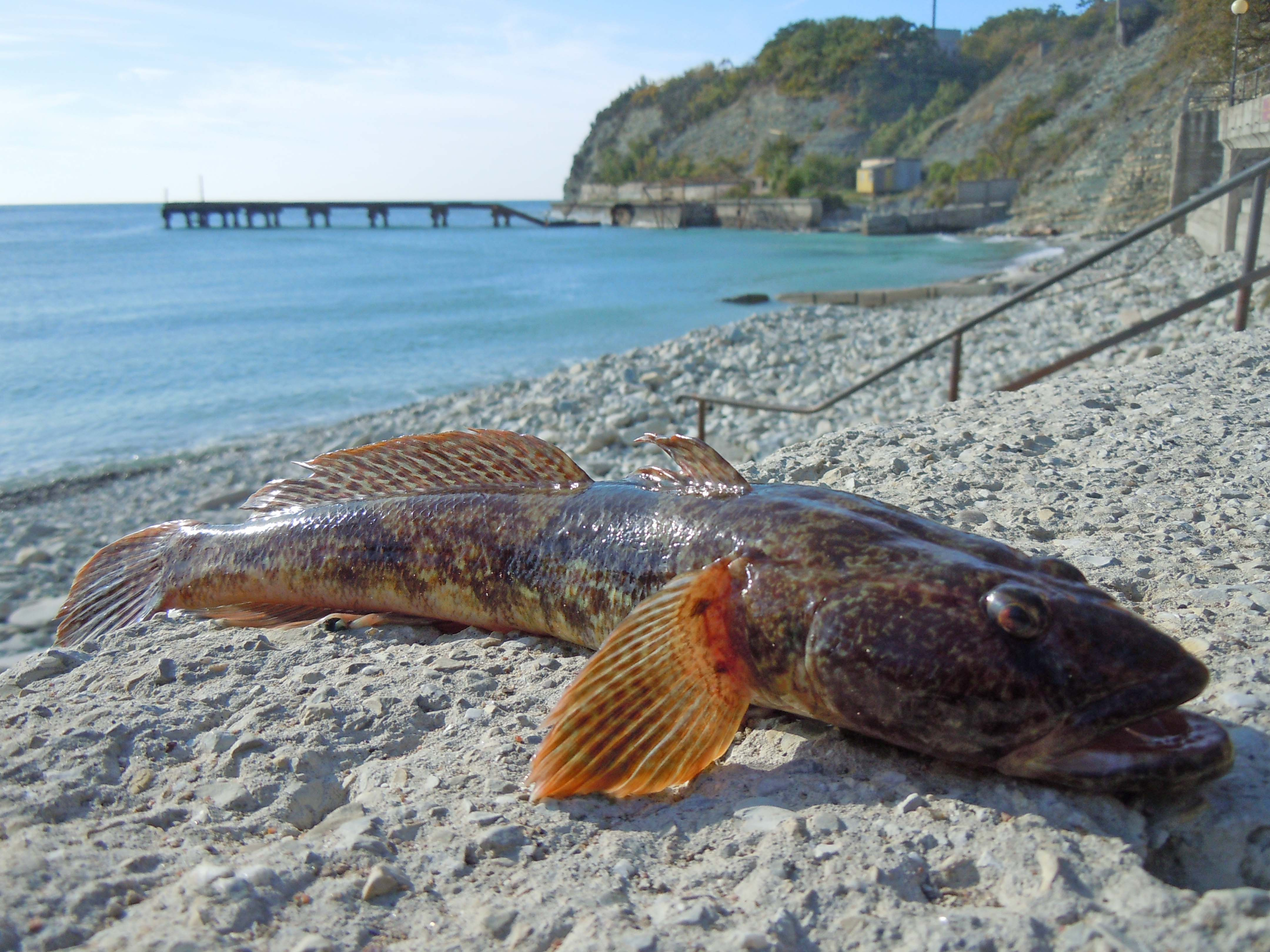
Kröten-Grundel

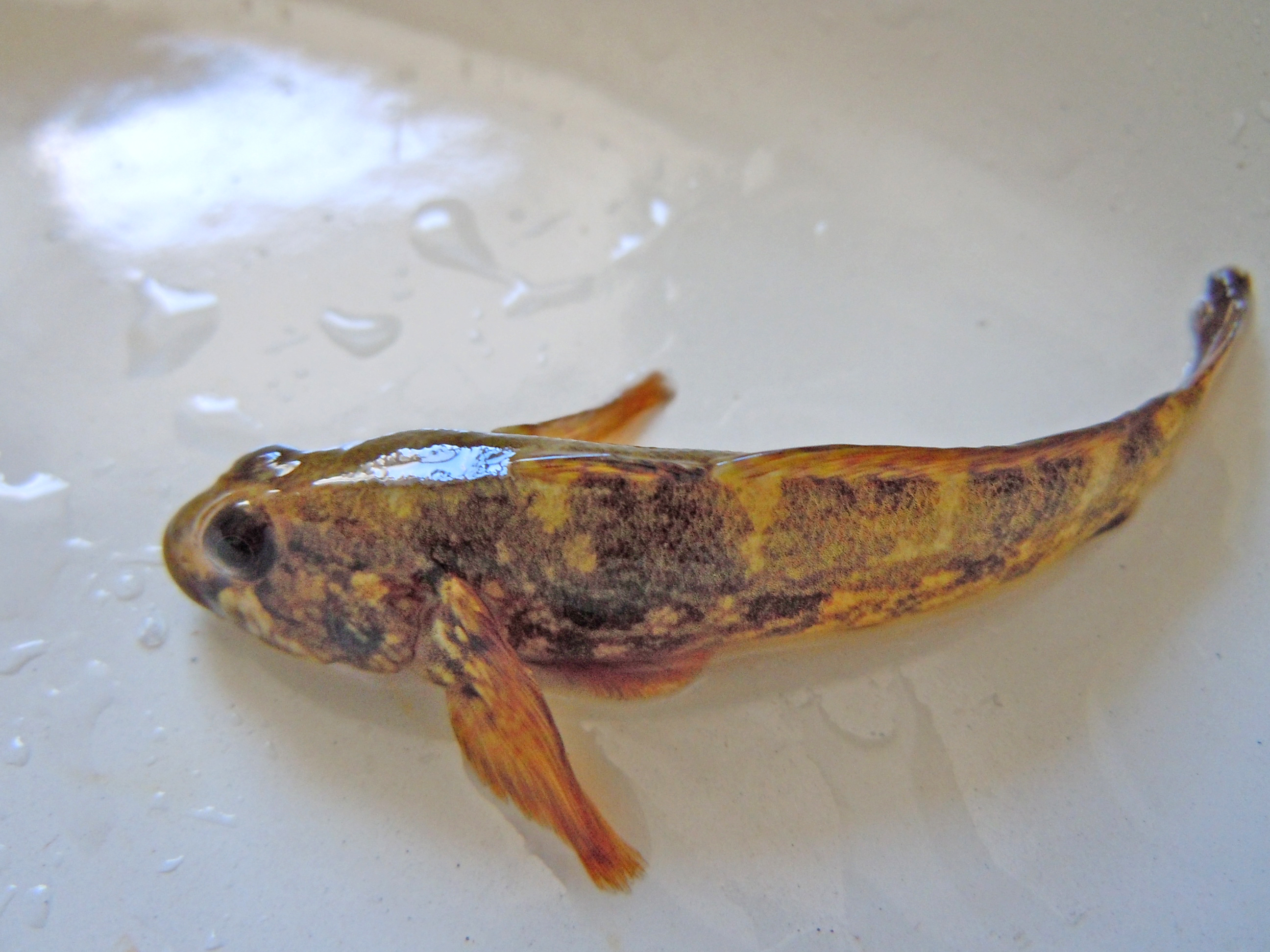
Ponticola ratan

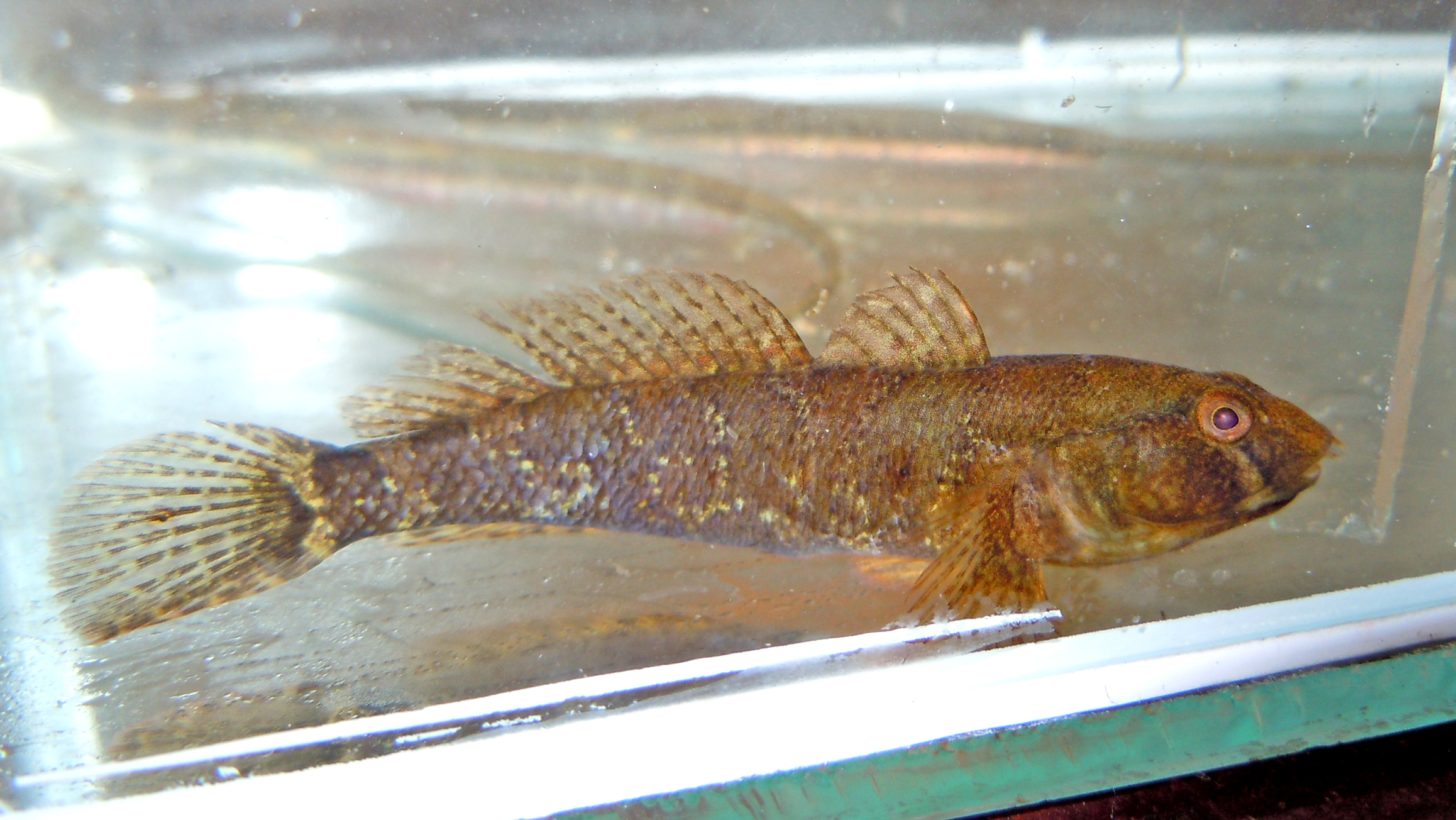
Marmorierte Grundel

    - Anatirostrum profundorum (Berg, 1927)

  - Gattung Benthophiloides
    - Gebänderte Kaulquappen-Grundel (Benthophiloides brauneri Beling & Iljin, 1927)
    - Benthophiloides turcomanus (Iljin, 1941)

  - Gattung Benthophilus (Typusgattung)
    - Benthophilus abdurahmanovi Ragimov, 1978
    - Benthophilus baeri Kessler, 1877
    - Benthophilus casachicus Ragimov, 1978
    - Benthophilus ctenolepidus Kessler, 1877
    - Benthophilus durrelli Boldyrev & Bogutskaya, 2004
    - Rauhe Kaulquappen-Grundel (Benthophilus granulosus Kessler, 1877)
    - Benthophilus grimmi Kessler, 1877
    - Benthophilus kessleri Berg, 1927
    - Benthophilus leobergius Berg, 1949
    - Benthophilus leptocephalus Kessler, 1877
    - Benthophilus leptorhynchus Kessler, 1877
    - Kaulquappen-Grundel (Benthophilus macrocephalus (Pallas, 1787))
    - Benthophilus magistri Iljin, 1927
    - Benthophilus mahmudbejovi Ragimov, 1976
    - Benthophilus nudus Berg, 1898
    - Benthophilus pinchuki Ragimov, 1982
    - Benthophilus ragimovi Boldyrev & Bogutskaya, 2004
    - Benthophilus spinosus Kessler, 1877
    - Stern-Kaulquappen-Grundel (Benthophilus stellatus (Sauvage, 1874))
    - Benthophilus svetovidovi Pinchuk & Ragimov, 1979

  - Gattung Caspiosoma
    - Kaspi-Grundel (Caspiosoma caspium (Kessler, 1877))
- Tribus Neogobiini
  - Gattung Neogobius
    - Neogobius caspius (Eichwald, 1831)
    - Flussgrundel (Neogobius fluviatilis (Pallas, 1814))
    - Schwarzmund-Grundel (Neogobius melanostomus (Pallas, 1814))
    - Neogobius pallasi (Berg, 1916)
- Tribus Ponticolini
  - Gattung Babka
    - Nackthalsgrundel (Babka gymnotrachelus (Kessler, 1857))

  - Gattung Mesogobius
    - Kröten-Grundel (Mesogobius batrachocephalus (Pallas, 1814))
    - Mesogobius nigronotatus (Kessler, 1877)
    - Mesogobius nonultimus (Iljin, 1936)

  - Gattung Ponticola (Typusgattung)
    - Ponticola bathybius (Kessler, 1877)
    - Ponticola cephalargoides (Pinchuk, 1976)
    - Ponticola constructor (Nordmann, 1840)
    - Ponticola cyrius (Kessler, 1874)
    - Ponticola eurycephalus (Kessler, 1874)
    - Ponticola gorlap (Iljin, 1949)
    - Ponticola iranicus Vasiléva, Mousavi-Sabet & Vasilév, 2015
    - Kessler-Grundel (Ponticola kessleri (Günther, 1861))
    - Ponticola platyrostris (Pallas, 1814)
    - Ponticola ratan (Nordmann, 1840)
    - Ponticola rhodioni (Vasiléva & Vasilév, 1994)
    - Ponticola rizensis (Kovačić & Engin, 2008)
    - Syrman-Grundel (Ponticola syrman (Nordmann, 1840))
    - Ponticola turani (Kovačić & Engin, 2008)

  - Gattung Proterorhinus
    - Marmorierte Grundel (Proterorhinus marmoratus (Pallas, 1814))
    - Proterorhinus nasalis (De Filippi, 1863)
    - Proterorhinus semilunaris (Heckel, 1837)
    - Proterorhinus semipellucidus (Kessler, 1863)
    - Proterorhinus tataricus Freyhof & Naseka, 2007